# Rioux
|  | Per a altres significats, vegeu «Rioux-Martin». |

Rioux és un municipi francès al departament de la Charanta Marítima i a la regió de Nova Aquitània. L'any 2007 tenia 891 habitants.

## Demografia

### Població
El 2007 la població de fet de Rioux era de 891 persones. Hi havia 358 famílies de les quals 74 eren unipersonals (31 homes vivint sols i 43 dones vivint soles), 142 parelles sense fills, 122 parelles amb fills i 20 famílies monoparentals amb fills.
La població ha evolucionat segons el següent gràfic:

### Habitatges
El 2007 hi havia 422 habitatges, 362 eren l'habitatge principal de la família, 46 eren segones residències i 14 estaven desocupats. 400 eren cases i 19 eren apartaments. Dels 362 habitatges principals, 276 estaven ocupats pels seus propietaris, 79 estaven llogats i ocupats pels llogaters i 7 estaven cedits a títol gratuït; 6 tenien una cambra, 20 en tenien dues, 56 en tenien tres, 111 en tenien quatre i 169 en tenien cinc o més. 334 habitatges disposaven pel capbaix d'una plaça de pàrquing. A 152 habitatges hi havia un automòbil i a 191 n'hi havia dos o més.

### Piràmide de població
La piràmide de població per edats i sexe el 2009 era:
| Homes | Edats   | Dones |
| ----- | ------- | ----- |
| 0     | 95 o +  | 0     |
| 4     | 90 a 94 | 4     |
| 8     | 85 a 89 | 0     |
| 0     | 80 a 84 | 4     |
| 16    | 75 a 79 | 12    |
| 28    | 70 a 74 | 20    |
| 32    | 65 a 69 | 24    |
| 12    | 60 a 64 | 32    |
| 0     | 55 a 59 | 12    |
| 32    | 50 a 54 | 20    |
| 16    | 45 a 49 | 8     |
| 36    | 40 a 44 | 24    |
| 16    | 35 a 39 | 44    |
| 32    | 30 a 34 | 48    |
| 20    | 25 a 29 | 20    |
| 8     | 20 a 24 | 4     |
| 20    | 15 a 19 | 32    |
| 24    | 10 a 14 | 24    |
| 36    | 5 a 9   | 44    |
| 20    | 0 a 4   | 28    |

## Economia
El 2007 la població en edat de treballar era de 565 persones, 421 eren actives i 144 eren inactives. De les 421 persones actives 389 estaven ocupades (210 homes i 179 dones) i 32 estaven aturades (12 homes i 20 dones). De les 144 persones inactives 69 estaven jubilades, 31 estaven estudiant i 44 estaven classificades com a «altres inactius».

### Ingressos
El 2009 a Rioux hi havia 355 unitats fiscals que integraven 857 persones, la mediana anual d'ingressos fiscals per persona era de 15.109,5 €.

### Activitats econòmiques
Dels 33 establiments que hi havia el 2007, 1 era d'una empresa alimentària, 11 d'empreses de construcció, 6 d'empreses de comerç i reparació d'automòbils, 5 d'empreses d'hostatgeria i restauració, 2 d'empreses immobiliàries, 4 d'empreses de serveis i 4 d'empreses classificades com a «altres activitats de serveis».
Dels 16 establiments de servei als particulars que hi havia el 2009, 1 era un taller de reparació d'automòbils i de material agrícola, 3 paletes, 2 guixaires pintors, 1 fusteria, 2 lampisteries, 3 electricistes, 2 perruqueries i 2 restaurants.
Dels 3 establiments comercials que hi havia el 2009, 1 era una botiga de menys de 120 m², 1 una fleca i 1 una carnisseria.
L'any 2000 a Rioux hi havia 44 explotacions agrícoles que ocupaven un total de 1.620 hectàrees.

## Equipaments sanitaris i escolars
El 2009 hi havia una escola elemental integrada dins d'un grup escolar amb les comunes properes formant una escola dispersa.

## Poblacions properes
El següent diagrama mostra les poblacions més properes.